# 赵光农场
赵光农场是一个位于中华人民共和国黑龙江省黑河市北安市的农场，亦是黑龙江省农垦北安管理局所属的一个农场。
赵光农场创建于1947年，地处小兴安岭南麓，乌裕尔河畔。分布北安市中部，克东县东部。土地面积46390公顷，其中耕地面积28400公顷，人口3万人。

## 行政区划
赵光农场下辖以下单位：
赵光场直社区、赵光农场第一管理区、赵光农场第二管理区、赵光农场第三管理区、赵光农场第四管理区、赵光农场第五管理区、赵光农场第六管理区、赵光农场第七管理区、赵光农场第八管理区和赵光农场第九管理区。